# Oestranthrax melanothrix
Oestranthrax melanothrix är en tvåvingeart som beskrevs av Miksch 1991. Oestranthrax melanothrix ingår i släktet Oestranthrax och familjen svävflugor.
Artens utbredningsområde är Grekland. Inga underarter finns listade i Catalogue of Life.